# Gol

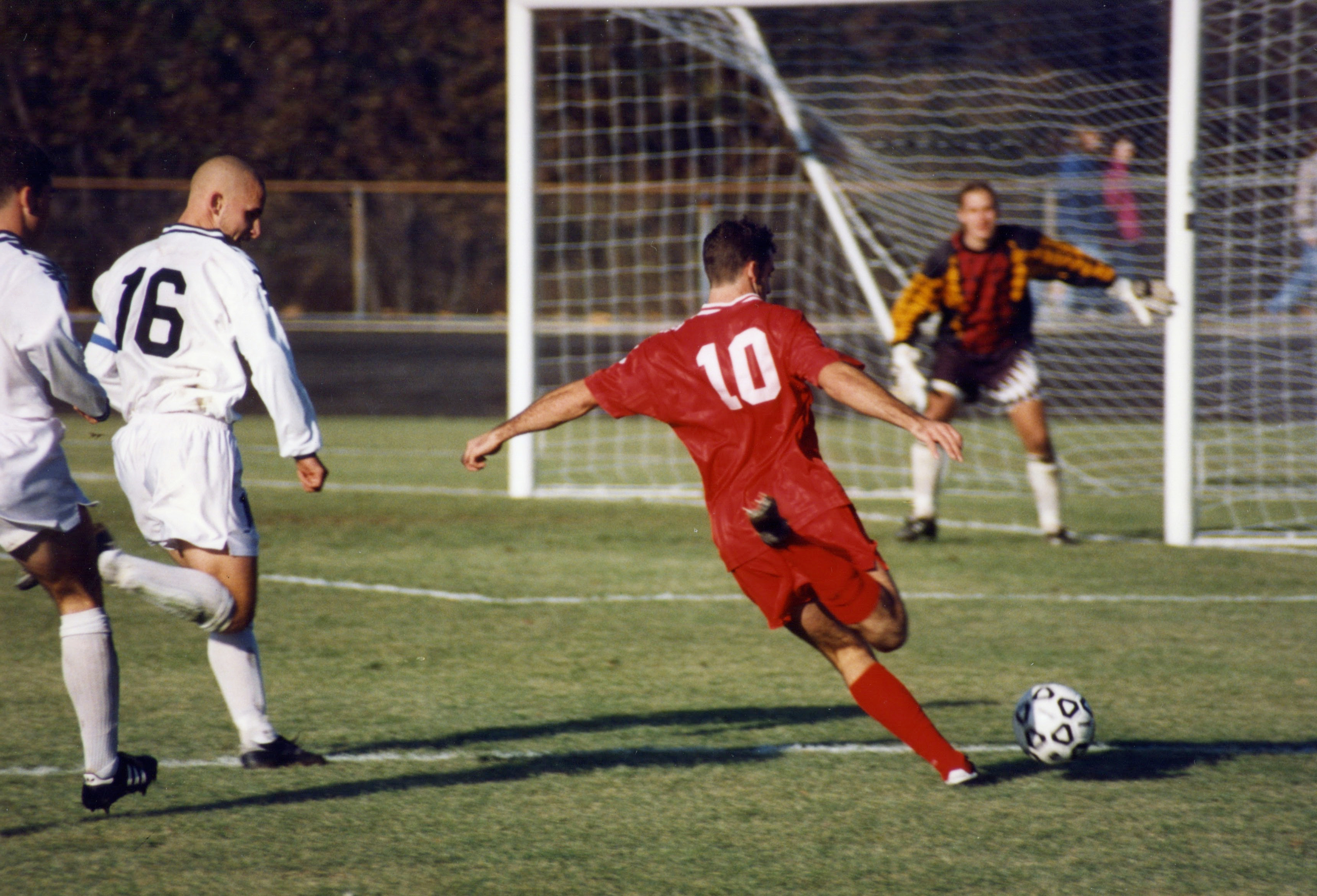
Foto de um arremate para o gol(o).

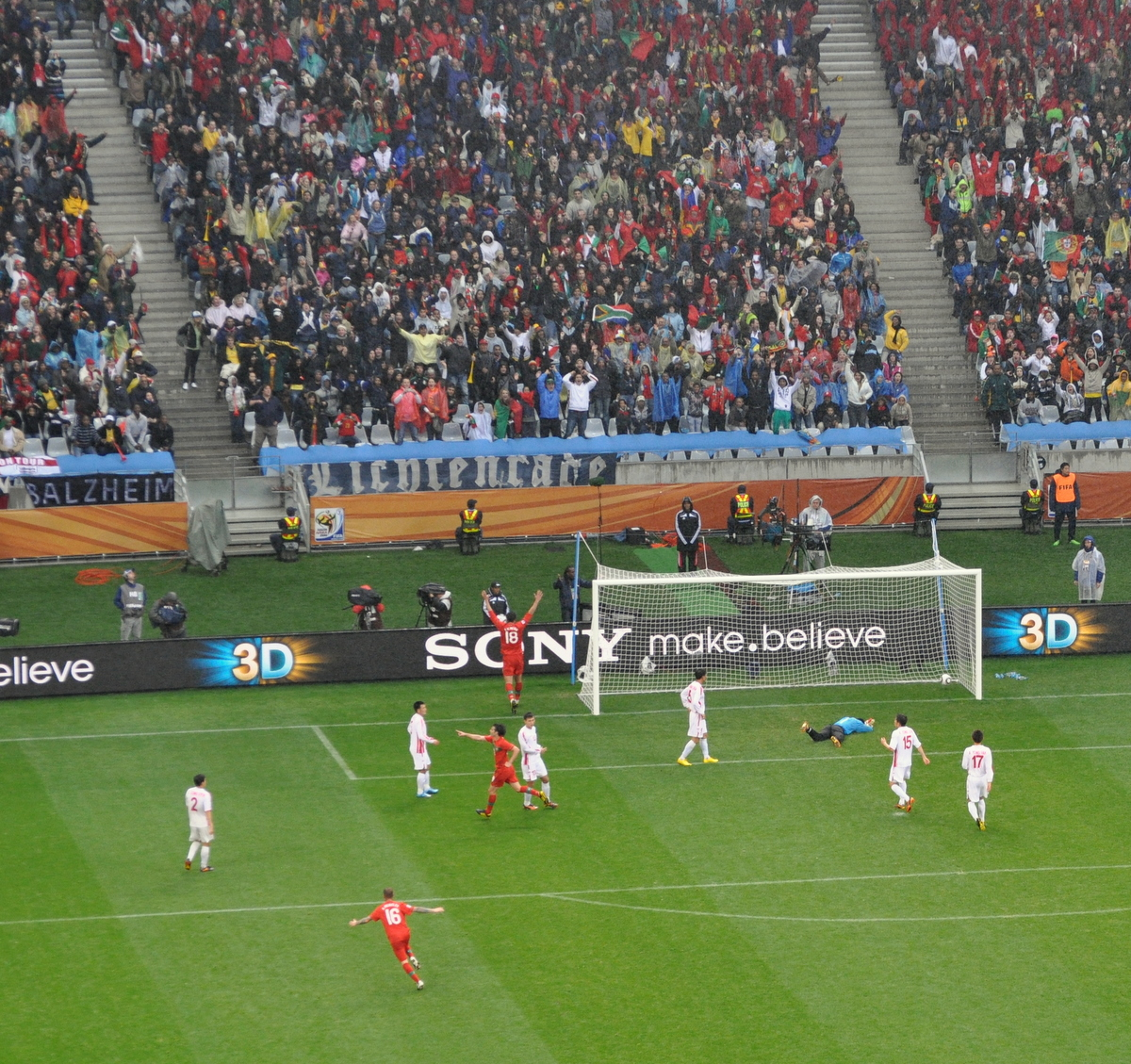
Jogadores da selecção portuguesa celebrando um gol(o).

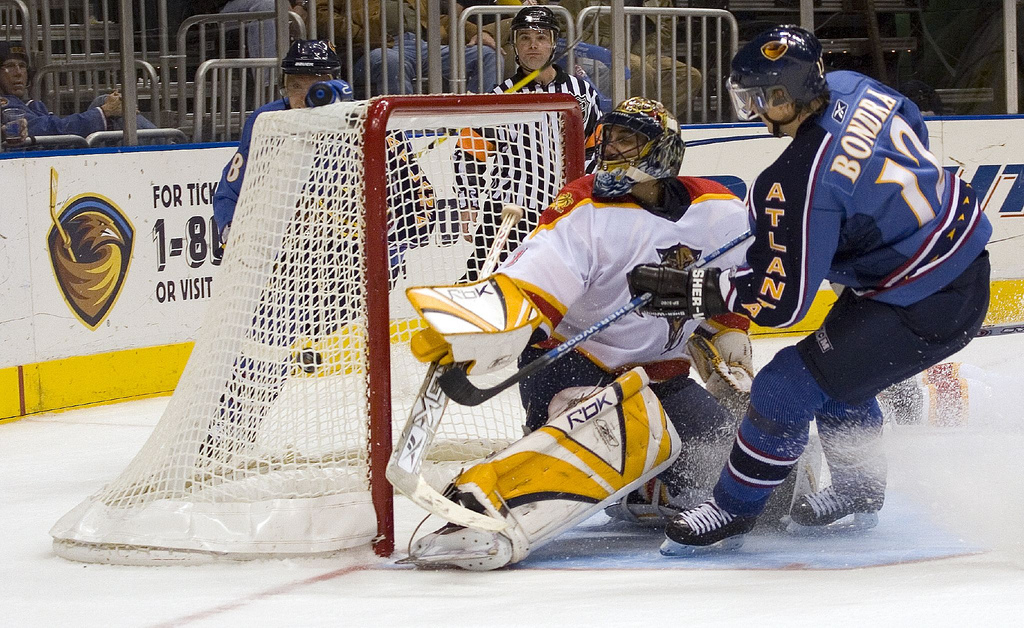
Um gol no hóquei no gelo.

Um gol (português brasileiro) ou golo (português europeu) (um anglicismo, do inglês goal, "objetivo") é o ato mais importante do jogo de futebol e esportes similares, e ocorre sempre que a bola ultrapassa por completo uma barreira imaginária entre os postes ("traves" em português brasileiro) e sob a trave ou a barra ("travessão" em português brasileiro), definida por uma linha branca desenhada com tinta no gramado, que tem medidas regulamentadas: 7,32 metros de largura e 2,44 metros de altura.
A baliza por onde a bola deve entrar para que a equipe marque esse ponto também é conhecido como "Gol", no Brasil.
O atleta responsável por defender a baliza é chamado de guarda-redes (em Portugal) ou goleiro (no Brasil).
Há várias maneiras de marcar um gol, isto é, de introduzir a bola na baliza adversária, como por exemplo o gol de cabeça, o gol de letra, o gol olímpico, o gol de falta e o de pênalti, ou até mesmo um gol contra.
É a única palavra do português terminada em ol que é flexionada para o plural com ls.  Um plural recomendado pelo Dicionário Aurélio foi gois.

## Valor do gol
No futebol e em esportes similares, um gol equivale a 1 ponto na contagem do marcador de cada partida; a equipe que marcar mais gols até o final da partida vence; em caso de igualdade em gols, o jogo pode terminar empatado ou sofrer prorrogação. Na competição a que a partida pertence, em geral a vitória vale 3 pontos, o empate 1 ponto e a derrota 0 pontos.

## Marcos Zero de Gols do Futebol
- 1871 - Primeiro Gol Oficial em uma Copa Nacional -  Jarvis Kenrick, em 11 de Novembro de 1871, em partida válida pela FA Cup[2]
- 1888 - Primeiro Gol Oficial em um Campeonato Nacional -  Kenny Davenport, em 8 de setembro de 1888, em partida válida pela Liga Inglesa.[2]
- 1900 - Primeiro Gol Oficial Anotado por um Goleiro -  Charlie Williams, em 14 de abril de 1900, em uma partida válida pelo Campeonato Inglês daquele ano.
- 1902 - Primeiro Gol Oficial do Futebol Brasileiro - Anotado pelo jogador Eppingaus, da A. A. Mackenzie, em 1902.
- 1932 - Primeiro gol de Bicicleta -  Leônidas da Silva[3]